# Trolls Trollstopia
 (mars 2024).
Si vous disposez d'ouvrages ou d'articles de référence ou si vous connaissez des sites web de qualité traitant du thème abordé ici, merci de compléter l'article en donnant les références utiles à sa vérifiabilité et en les liant à la section « Notes et références ».
Trolls Trollstopia (Trolls: Trollstopia) est une série télévisée d'animation américaine en 52 épisodes de 22 minutes créée par Matthew Beans et diffusée entre le 19 novembre 2020 et le 11 août 2022 via les services de streaming Hulu et Peacock.
La série poursuit les événements relatés dans le film Les Trolls 2 sorti en 2020.
En France, la série est diffusée sur Boing puis sur Boomerang, en Belgique sur La Trois, en Suisse sur RTS Un, et au Québec sur Yoopa.

## Synopsis
Ça se passe après le film Les Trolls 2. Il raconte les aventures des trolls.

## Fiche technique
Sauf indication contraire, les informations mentionnées dans cette section peuvent être confirmées par la base de données cinématographiques IMDb,  présente dans la section « Liens externes ».
- Titre original : Trolls: Trollstopia
- Titre français : Trolls Trollstopia
- Création : Matthew Beans
- Réalisation : Jim Mortensen, Alex Almaguer, Naz Ghodrati-Azadi et Spencer Laudiero
- Scénario : John D'Arco, Matthew Beans, Walt Dohrn, Hannah Friedman (en), Mike Mitchell et Gina Shay
- Direction artistique : Honore Gauthier
- Montage : Michael William Miles
- Musique : Alexander Geringas (en)
- Casting : Ania O'Hare et Cymbre Walk
- Production : Frank Molieri
  - Production déléguée : Matthew Beans
  - Production exécutive : Sean Patrick Rielly et Katie Ely
- Société de production : DreamWorks Animation Television
- Pays d'origine :  États-Unis
- Langue originale : anglais
- Genre : animation, fantasy, musicale
- Durée : 22 minutes

## Distribution
| - Amanda Leighton : Poppy - Kenz Hall : Poppy (générique) - Aleque Reid : Poppy (chant) - Skylar Astin : Branch - Ron Funches : Cooper - David Fynn : Biggie / Mr. Dinkles - Sean T. Krishnan : Guy Diamond - Kevin Michael Richardson : Smidge / Mr. Dinkles (voix 2) / Gary / Rufus - J.P Karliak : Dante - Fryda Wolff : DJ Suki / Satin / Chenille / Dr Moonbloom - Kari Wahlgren : Harper - Walt Dohrn : Cloud Guy / Fuzzbert - David Kaye : King Peppy - Abby Ryder Fortson : Priscilla - Matt Lowe : Creek - Gary Cole : Sky Toronto - Declan Churchill Carter : Keith - Kyla Carter : CJ Suki - Jim Belushi : Dad Cloud - Jane Kaczmarek : Mom Cloud | - Kaycie Chase : Poppy / Chris - Damien Ferrette : Branche - Michaël Lelong : Branche (voix chanté) - Emmanuel Curtil : Nuage Man / Smidge - Paolo Domingo : Guy Diamant - Camille Donda : DJ Suki / CJ Suki - Namakan Koné : Cooper - Achille Orsoni : Peppy - Joachim Salinger : Biggie - Thierry Desroses : Mister Dinkles - Pascal Nowak : Dante - Olivier Chauvel : Creek - Georges Caudron : Marciel Toronto - Alexia Papineschi : Satin / Chenille / Priscilla - Virginie Caliari : Harper - Jean Rieffel : Rufus - Oscar Douieb : Gary - Véronique Augereau : la mère de Nuage Man |

- Version française :
  - Société de doublage : TitraFilm-TVS
  - Direction artistique : Valérie Siclay et Fabrice Josso
  - Adaptation des dialogues : Mathieu Dumontet, Aurélie Cutayar, Viviane Lesser et Catherine Bialais
  - Adaptation des chansons et direction musicale : Claude Lombard et Olivier Podesta

 Source et légende : version française (VF) sur RS Doublage

## Épisodes

### Première saison (automne 2020)
L'intégralité de la première saison est sortie le 19 novembre 2020
1. Trollstopia (Trollstopia)
2. La Coloc-à-Troll / Fête d'inauguration (The Buddy System / Kick-Off Party)
3. Viens faire un câlin / Branche hors de l'eau (Bring It In / Branch Out of Water)
4. La Balade de Dolly Banjo / À travers la commode (The Ballad of Dolly Banjo / Across the Fashionverse)
5. Poppy Manager / Problème de Chouchinouille
6. Soirée filles / Nuage-man le mégalomane
7. Classique rock / Rodéo branché
8. Rhythm & Blues / Guitare buccale
9. La ruée vers les paillettes / Lagune Delamare et la salle de jeux perdue
10. Tomate de compet' éclatante / Celui qui ne faisait pas mu-muse
11. Le délooking / La groupie du shérif
12. Un vent nouveau / Le dernier scrapbook
13. Crêpage de choucroutes / Fracasses Tignasses

### Deuxième saison (hiver 2021)
L'intégralité de la seconde saison est sortie le 18 mars 2021
1. En voiture ! / On est Percredi !
2. Trollement sournois / Une trollement belle photo
3. La marelle de l'extrême / Un lavage funky
4. La fracture des ch'veux / La Saint Trollcopain
5. Crotte, la fête est fichue / Mon dîner avec Dante
6. Tif'on / Pinou & Lord Piquant